# عملية اليد الذهبية
عملية اليد الذهبية (بالعبرية: מבצע יד זהב) هي عملية قام بها الجيش الإسرائيلي بالتعاون مع الشاباك ويمام لإنقاذ أسيرين تم أسرهم خلال هجوم نير يتسحاق في 7 أكتوبر 2023. بدأت العملية في 12 فبراير 2024 الساعة 1:49 صباحًا أثناء القتال في قطاع غزة خلال الحرب الفلسطينية الإسرائيلية، وانتهت بنجاح مع إصابة جندي بجروح طفيفة أثناء العملية. وتفيد التقارير أن الغارات الجوية التي حصلت في الصباح الباكر وتم استخدامها كغطاء للعملية تسببت في استشهاد ما لا يقل عن 94 فلسطينيًا وفقًا لوزارة الصحة في غزة.

## خلفية
في صباح يوم 7 أكتوبر 2023، شنت حماس والجماعات المسلحة المتحالفة معها هجومًا مفاجئًا على إسرائيل. تم إطلاق آلاف الصواريخ من قطاع غزة وتسلل حوالي 3500 مسلح إلى إسرائيل، حيث هاجموا عشرات البلدات والمنشآت العسكرية الإسرائيلية في غلاف غزة. قُتل 1,139 إسرائيليًا وأجنبيًا وتم أسر 248 آخرين واحتجازهم كرهائن. من بين المختطفين كان هناك مواطنين إسرائيليين-أرجنتينيين، هما فرناندو سيمون مارمان، البالغ من العمر 60 عامًا، ولويس هار، البالغ من العمر 70 عامًا، حيث تم جلبهم إلى قطاع غزة من كيبوتس نير يتسحاق. واجتاحت إسرائيل قطاع غزة في 27 أكتوبر/تشرين الأول.
هذه هي المحاولة الثانية الناجحة لإنقاذ الرهائن منذ بداية الحرب، حيث حدثت عملية الإنقاذ الأولى في 30 أكتوبر 2023 والتي أسفرت عن إنقاذ أوري مجيديش، وهي جندية إسرائيلية.

## العملية
وخططت وحدات اليمام والشاباك الشايطيت 13 على العملية لفترة طويلة، لكن حتى 12 شباط/فبراير لم تسمح الظروف الميدانية بتنفيذ العملية. وتضمن المقر العملياتي الذي أدار العملية رئيس الشاباك، ورئيس الأركان، ومفوض الشرطة، وقائد اليمام، ورئيس المخابرات العسكرية، ورئيس مديرية العمليات، وقائد القوات الجوية. وفي وقت لاحق، انضم وزير الدفاع ورئيس الوزراء.
صرح المتحدث باسم الجيش الإسرائيلي دانيال هاغاري أن العملية وقعت في حوالي الساعة 1:49 صباحًا مع حدوث غارات جوية منسقة في الصباح الباكر من القوات الجوية بعد حوالي دقيقة من بدء العملية، عندما كان المسلحون نائمين. وتمكنت قوات اليمام من الوصول إلى الطابق الثاني من المبنى الواقع وسط مدينة رفح، حيث كان المختطفون محتجزين، وذلك من خلال النزول من سطح مبنى مجاور. وبحسب ما ورد كان المبنى محاصرًا من قبل مسلحين، سواء خارج المبنى أو بالقرب من الرهائن.[بحاجة لمصدر]  قاموا باختراق الباب المقفل باستخدام عبوة ناسفة، وقتلوا ثلاثة مسلحين كانوا يحرسون الرهائن، وأنقذوا الرهائن في غضون ثلاث ثوانٍ من دخول المبنى.[بحاجة لمصدر]
وعندما بدأت الغارات الجوية المنسقة، ورد أن الجنود قاموا بتغطية الرهائن بأجسادهم لحمايتهم من الحطام. وخرج الجنود من المبنى من الطابق الثاني مع الرهائن الذين تم إنقاذهم بسبب مخاوف من اختباء المزيد من المسلحين في الطابق الأول. وأصيب جندي إسرائيلي بجروح طفيفة بعد سقوطه من مكان مرتفع. وكانت مدة العملية حوالي الساعة.
تم إجلاء الجنود والرهائن بواسطة مروحية نقلت الرهائن إلى إسرائيل من قبل مقاتلي شايطت 13 والوحدة 5515 واللواء السابع مدرع. وتم نقل الرهينتين لإجراء الفحوصات الطبية في مركز شيبا الطبي، حيث أفادت التقارير أن حالتهما العامة مستقرة، إلا أنهما ضعيفان ويعانيان من فقدان كبير في الوزن.

## ما بعد العملية
وقد حظيت العملية بتغطية واسعة في وسائل الإعلام الإسرائيلية التي أشادت بالقوات الأمنية لنجاح العملية. كما حظيت بتغطية إعلامية كبيرة في جميع أنحاء العالم. والتقى عدد من المسؤولين الإسرائيليين بالجنود الذين نفذوا العملية وباركوا لهم.
ذكرت وزارة الصحة في غزة في البداية أن 67 مدنيًا فلسطينيًا على الأقل، بينهم نساء وأطفال، قتلوا خلال العملية الإسرائيلية، وارتفع العدد إلى 94 على الأقل بعد فترة وجيزة. بينما تقول إسرائيل أن عدداً كبيراً من القتلى كانوا من المسلحين، في حين تؤكد وزارة غزة أن 70% من الضحايا هم من المدنيين. وقال مراسل الجزيرة طارق أبو عزوم في وصفه للمشهد: "كان الناس مرعوبين، ولم يعرفوا إلى أين يذهبون. وكانت العائلات تركض وسط الشوارع بحثا عن مكان آمن من القصف الإسرائيلي.